# Mudigere, Mulbagal
Mudigere là một làng thuộc tehsil Mulbagal, huyện Kolar, bang Karnataka, Ấn Độ.